# 西安市人民政府
西安市人民政府，简称西安市政府，是中华人民共和国陕西省西安市的地方国家行政机关，位于陕西省西安市未央区凤城八路，行政级别为副省部级。西安市人民政府在业务上接受陕西省人民政府的直接领导，在党务上接受中共西安市委领导，其主要领导及各组成部门主要负责人由西安市人民代表大会及其常务委员会产生。

## 部门构成[1]

### 办公机构
- 西安市政府办公厅

### 组成部门
- 西安市发展和改革委员会
- 西安市教育局
- 西安市科学技术局
- 西安市工业和信息化局
- 西安市民族宗教事务委员会
- 西安市公安局
- 西安市民政局
- 西安市司法局
- 西安市财政局
- 西安市人力资源和社会保障局
- 西安市自然资源和规划局
- 西安市生态环境局
- 西安市住房和城乡建设局
- 西安市城市管理和综合执法局
- 西安市交通运输局
- 西安市水务局
- 西安市农业农村局
- 西安市商务局
- 西安市投资合作局
- 西安市文化和旅游局
- 西安市卫生健康委员会
- 西安市退役军人事务局
- 西安市应急管理局
- 西安市审计局
- 西安市国有资产监督管理委员会
- 西安市市场监督管理局
- 西安市体育局
- 西安市统计局
- 西安市政府研究室
- 西安市人民防空办公室
- 西安市信访局
- 西安市医疗保障局
- 西安市行政审批服务局
- 西安市数据局
- 西安市秦岭生态环境保护管理局
- 西安市文物局

（市发展改革委员会加挂市粮食和物资储备局、市物流业发展办公室牌子；市科学技术局加挂西安市外国专家局牌子；市自然资源和规划局加挂市林业局牌子；市住房和城乡建设局加挂市轨道交通建设办公室牌子；市农业农村局加挂市乡村振兴局牌子，与中共西安市委农村工作领导小组办公室一个机构两块牌子，同时列入中共西安市委机构序列）

### 直属事业单位
- 西安市地方志办公室
- 西安市社会科学院
- 西安市地震局
- 西安市住房公积金管理中心
- 西安市机关事务服务中心
- 西安市博览事务中心
- 西安市城中村（市棚户区）改造事务中心
- 西安广播电视台（西安广电产业集团）

### 派出机构
- 西安市政府驻北京办事处
- 西安市政府驻上海办事处
- 西安市政府驻深圳办事处
- 西安高新区管委会
- 西安经开区管委会
- 西安曲江新区管委会
- 西安航空基地管委会
- 西安航天基地管委会
- 西安浐灞国际港管委会

### 其它单位
- 西安市供销合作社
- 西安市轨道交通集团有限公司
- 西安商贸物流集团
- 西安市工业合作联社
- 西安工业投资集团有限公司
- 西安城市基础设施建设投资集团有限公司
- 西安水务（集团）有限责任公司
- 西安航空航天投资股份有限公司
- 西安银行股份有限公司
- 西安市安居建设管理集团有限公司
- 西安交通投资集团有限公司
- 西安农业投资（集团）有限公司
- 西安城市发展（集团）有限公司
- 西安旅游集团有限责任公司

### 区县政府
- 新城区人民政府
- 碑林区人民政府
- 莲湖区人民政府
- 雁塔区人民政府
- 灞桥区人民政府
- 未央区人民政府
- 阎良区人民政府
- 临潼区人民政府
- 长安区人民政府
- 高陵区人民政府
- 鄠邑区人民政府
- 蓝田县人民政府
- 周至县人民政府